# Kombinacja norweska na Zimowych Igrzyskach Olimpijskich 2010
Kombinacja norweska na Zimowych Igrzyskach Olimpijskich 2010 odbyła się w dniach 14 – 25 lutego 2010 roku. Zawodnicy rywalizowali w trzech konkurencjach: skoki na średniej skoczni/bieg na 10 km, skoki na dużej skoczni/bieg na 10 km oraz konkurencja drużynowa skoki na dużej skoczni/sztafeta 4x5km. W kombinacji norweskiej na XXI IO startowali tylko mężczyźni, ponieważ konkurencje kobiece nie były częścią programu olimpijskiego.

## Terminarz
| Data           | Godzina                 | Miejscowość | Konkurencja                              | Złoto                                                                    | Srebro                                                                          | Brąz                                                                     |
| -------------- | ----------------------- | ----------- | ---------------------------------------- | ------------------------------------------------------------------------ | ------------------------------------------------------------------------------- | ------------------------------------------------------------------------ |
| 14 lutego 2010 | 10:00 UTC-9 / 19:00 CET | Whistler    | Skoki na normalnej skoczni/Bieg na 10 km | Jason Lamy Chappuis                                                      | Johnny Spillane                                                                 | Alessandro Pittin                                                        |
| 23 lutego 2010 | 10:00 UTC-9 / 19:00 CET | Whistler    | Skoki na dużej skoczni/Sztafeta 4x5km    | Austria Bernhard Gruber · Felix Gottwald · Mario Stecher · David Kreiner | Stany Zjednoczone Brett Camerota · Todd Lodwick · Johnny Spillane · Bill Demong | Niemcy Johannes Rydzek · Tino Edelmann · Eric Frenzel · Björn Kircheisen |
| 25 lutego 2010 | 10:00 UTC-9 / 19:00 CET | Whistler    | Skoki na dużej skoczni/Bieg na 10 km     | Bill Demong                                                              | Johnny Spillane                                                                 | Bernhard Gruber                                                          |

## Wyniki

### Skoki na normalnej skoczni/Bieg na 10km
| Pozycja | Zawodnik            | Narodowość        | Wynik   | Strata  |
| ------- | ------------------- | ----------------- | ------- | ------- |
|         | Jason Lamy Chappuis | Francja           | 25:47.1 |         |
|         | Johnny Spillane     | Stany Zjednoczone | 25:47.5 | + 0.4s  |
|         | Alessandro Pittin   | Włochy            | 25:47.9 | + 0.8s  |
| 4.      | Todd Lodwick        | Stany Zjednoczone | 25:48.6 | + 1.5s  |
| 5.      | Mario Stecher       | Austria           | 26:00.7 | + 13.6s |
| 6.      | Bill Demong         | Stany Zjednoczone | 26:05.0 | + 17.9s |
| 7.      | Norihito Kobayashi  | Japonia           | 26:09.0 | + 21.9s |
| 8.      | Anssi Koivuranta    | Finlandia         | 26:16.9 | + 29.8s |
| 9.      | Magnus Moan         | Norwegia          | 26:23.0 | + 35.6s |
| 10.     | Eric Frenzel        | Niemcy            | 26:23.5 | + 36.1s |

### Skoki na dużej skoczni/Sztafeta 4x5km
| Pozycja | Zawodnik                                                             | Narodowość        | Wynik   | Strata   |
| ------- | -------------------------------------------------------------------- | ----------------- | ------- | -------- |
|         | Bernhard Gruber David Kreiner Felix Gottwald Mario Stecher           | Austria           | 49:31.6 |          |
|         | Brett Camerota Todd Lodwick Johnny Spillane Bill Demong              | Stany Zjednoczone | 49:36.8 | + 5.2    |
|         | Johannes Rydzek Tino Edelmann Eric Frenzel Björn Kircheisen          | Niemcy            | 49:51.1 | + 19.5   |
| 4.      | Maxime Laheurte François Braud Sébastien Lacroix Jason Lamy Chappuis | Francja           | 50:11.4 | + 39.8   |
| 5.      | Jan Schmid Espen Rian Petter Tande Magnus Moan                       | Norwegia          | 50:25.9 | + 54.3   |
| 6.      | Taihei Katō Daito Takahashi Akito Watabe Norihito Kobayashi          | Japonia           | 50:45.8 | + 1:14.2 |
| 7.      | Janne Ryynänen Jaakko Tallus Anssi Koivuranta Hannu Manninen         | Finlandia         | 51:53.1 | + 2:21.5 |
| 8.      | Aleš Vodseďálek Miroslav Dvořák Tomáš Slavík Pavel Churavý           | Czechy            | 52:50.2 | + 3:18.6 |
| 9.      | Seppi Hurschler Tim Hug Tommy Schmid Ronny Heer                      | Szwajcaria        | 53:49.8 | + 4:18.2 |
| 10.     | Giuseppe Michielli Lukas Runggaldier Armin Bauer Alessandro Pittin   | Włochy            | 54:14.5 | + 4:42.9 |

### Skoki na dużej skoczni/Bieg na 10km
| Pozycja | Zawodnik          | Narodowość        | Wynik   | Strata |
| ------- | ----------------- | ----------------- | ------- | ------ |
|         | Bill Demong       | Stany Zjednoczone | 25:32.9 |        |
|         | Johnny Spillane   | Stany Zjednoczone | 25:36.9 | +4.0   |
|         | Bernhard Gruber   | Austria           | 25:43.7 | +10.8  |
| 4.      | Hannu Manninen    | Finlandia         | 26:06.0 | +33.1  |
| 5.      | Pavel Churavý     | Czechy            | 26:06.9 | +34.0  |
| 6.      | Petter Tande      | Norwegia          | 26:11.2 | +38.3  |
| 7.      | Alessandro Pittin | Włochy            | 26:13.6 | +40.7  |
| 8.      | Mario Stecher     | Austria           | 26:21.1 | +48.2  |
| 9.      | Akito Watabe      | Japonia           | 26:21.7 | +48.8  |
| 10.     | Christoph Bieler  | Austria           | 26:21.7 | +48.8  |

## Klasyfikacja medalowa
| Miejsce | Państwo           |   |   |   | Razem |
| ------- | ----------------- | - | - | - | ----- |
| 1.      | Stany Zjednoczone | 1 | 3 | 0 | 4     |
| 2.      | Austria           | 1 | 0 | 1 | 2     |
| 3.      | Francja           | 1 | 0 | 0 | 1     |
| 4.      | Włochy            | 0 | 0 | 1 | 1     |
| 4.      | Niemcy            | 0 | 0 | 1 | 1     |

## Klasyfikacja punktowa
| Miejsce | Państwo           |   |   |   | 4 | 5 | 6 | 7 | 8 | Punkty |
| ------- | ----------------- | - | - | - | - | - | - | - | - | ------ |
| 1.      | Stany Zjednoczone | 1 | 3 | – | 1 | – | 1 | – | – | 37     |
| 2.      | Austria           | 1 | – | 1 | – | 1 | – | – | 1 | 19     |
| 3.      | Francja           | 1 | – | – | 1 | – | – | – | – | 13     |
| 4.      | Włochy            | – | – | 1 | – | – | – | 1 | – | 8      |
| 4.      | Finlandia         | – | – | – | 1 | – | – | 1 | 1 | 8      |
| 6.      | Norwegia          | – | – | – | – | 1 | 1 | – | – | 7      |
| 7.      | Niemcy            | – | – | 1 | – | – | – | – | – | 6      |
| 8.      | Japonia           | – | – | – | – | – | 1 | 1 | – | 5      |
| 8.      | Czechy            | – | – | – | – | 1 | – | – | 1 | 5      |